# George Batchelor
George Keith Batchelor (n. 8 martie 1920, Melbourne, Victoria, Australia – d. 30 martie 2000, Cambridge, Anglia, Regatul Unit) a fost un matematician și un specialist în dinamica fluidelor australian, membru al Royal Society.
A fost mulți ani profesor de matematică aplicată la Universitatea Cambridge și a fost directorul Departamentului de Matematică Aplicată și Fizică Teoretică (engleză Department of Applied Mathematics and Theoretical Physics – DAMTP) al Facultății de Matematică. În 1956 a înființat influentul Journal of Fluid Mechanics⁠(d). pe care l-a editat peste 40 de ani. Înainte de Cambridge a studiat la Liceul din Melbourne⁠(d) și la Universitatea din Melbourne.
În calitate de specialist în matematica aplicat și câțiva ani coleg la Cambridge cu Geoffrey Taylor în domeniul curgerii turbulente a fost un susținător fervent al necesității înțelegerii fenomenelor fizice și a unei baze experimentale serioase.
Lucrarea sa, An Introduction to Fluid Dynamics (CUP, 1967) (în română Introducere în dinamica fluidelor) este încă considerată o lucrare clasică în domeniu și, ca urmare a marii cereri actuale, a fost reeditată în seria Cambridge Mathematical Library. Neobișnuit pentru un manual „elementar” din acea epocă, tratarea subiectului a fost făcută într-un mod în care proprietățile unui lichid viscos au fost pe deplin subliniate.
În 1959 a fost ales membru al Royal Society și Membru Onorific din Străinătate al Academiei Americane de Arte și Științe⁠(d). De asemenea, a fost ales membru al Academiei Poloneze de Științe (1974), al Academiei Franceze de Științe (1984) și al Academiei Australiene de Științe⁠(d) (1989). I s-au acordat mai multe doctorate onorifice și numeroase premii.
Premiul Batchelor este numit în onoarea sa și este acordat o dată la patru ani la întrunirea Congresului Internațional de Mecanică Teoretică și Aplicată.